# Mazda Demio
La Mazda Demio est une citadine polyvalente produite par le constructeur automobile japonais Mazda entre 1996 et 2002. Elle remplace à l'époque la Mazda 121 produite en 4 générations (1975-2002). Les générations suivantes de Demio sont renommées Mazda 2 en Europe, mais l'appellation reste utilisée au Japon.

## Première génération (1996-2002)

### Lancement
Lancée en 1996, la Demio se caractérise par sa modularité : comme la Renault Twingo, sa banquette coulissante permet d'allonger le coffre de 12 cm, en réduisant l'espace dévolu aux passagers arrière. En outre, l'auto est uniquement disponible en 5 portes, une caractéristique rare pour une citadine à l'époque, et révèle être également plus haute que ses concurrentes, toujours dans un souci de favoriser l'habitabilité.
La Demio adopte en juillet 2000 une face avant plus expressive, et une planche de bord désormais plus claire, lisible et ergonomique. À cela s'ajoute une baisse sensible des tarifs en avril 2001, censée sortir les différents modèles produits par Mazda d'un relatif anonymat en Europe.

### Motorisations
Contrairement à de nombreuses citadines de son époque, la Demio de première génération n'existe qu'en essence. Elle se contenta ainsi d'un seul moteur 1.3 de 63 ch en France, tandis qu'un 1.5 de 75 ch était disponible sur d'autres marchés européens.

### Finition
Livrée en un seul niveau de finition en France, la Demio avait néanmoins droit à quelques options parmi lesquelles figuraient peinture métallisée, alarme, climatisation manuelle, sellerie cuir et autoradio. L'équipement de série comprenait airbags frontaux, direction assistée, siège conducteur, volant réglables en hauteur ainsi que les vitres avant et rétroviseurs électriques. À l'extérieur, l'auto recevait des barres de toit.
Seule ombre au tableau : l'indisponibilité de certains équipements de sécurité qui commençaient à se généraliser tels que l'ABS ou les airbags latéraux.

### Renouvellement
En 2002, la Demio arrive en fin de carrière. Profitant de son rapprochement avec le géant américain Ford, Mazda récupère la plateforme de la récente Ford Fiesta V pour le modèle devant succéder à la citadine. Celui-ci sera désormais assemblé à Valence, en Espagne.
Cette époque marque également un changement dans les dénominations des véhicules produits par Mazda, qui sont désormais simplifiées. Ainsi, la Mazda 626 est remplacée par la Mazda 6 au printemps 2002. Logiquement, la citadine suit le même chemin et au début de l'année 2003, la Demio est remplacée par la Mazda 2 en Europe, l'auto étant toujours commercialisée sous l’appellation Demio au Japon.

## Seconde génération (2002 - 2007)

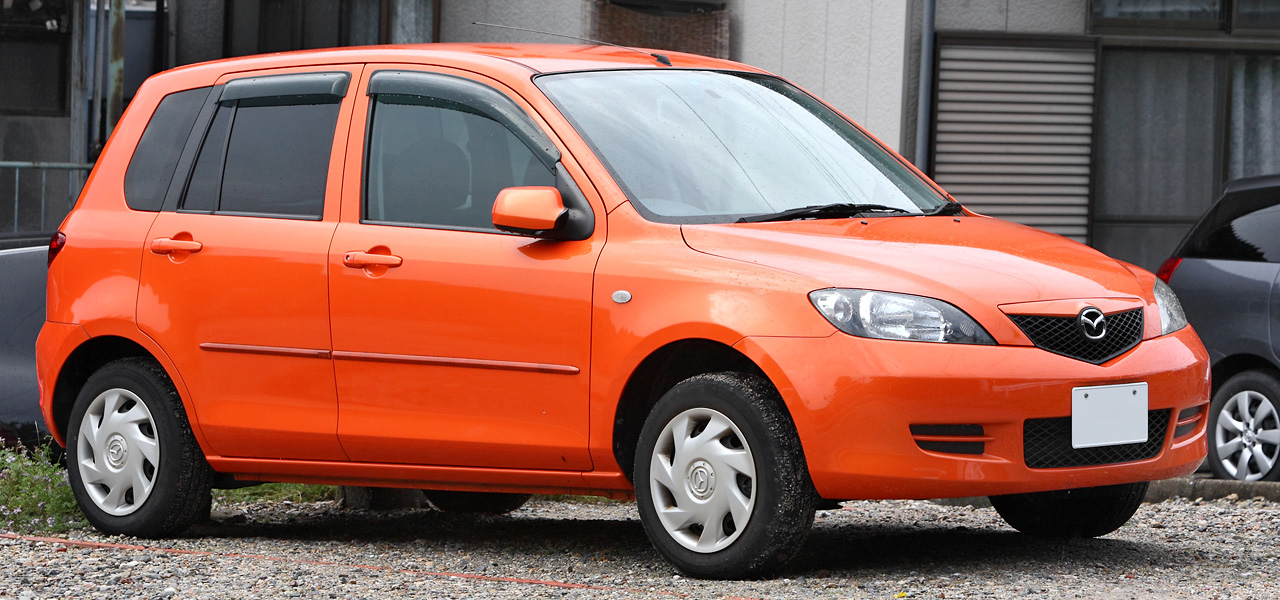
Mazda Demio II

## Troisième génération (2007-2014)

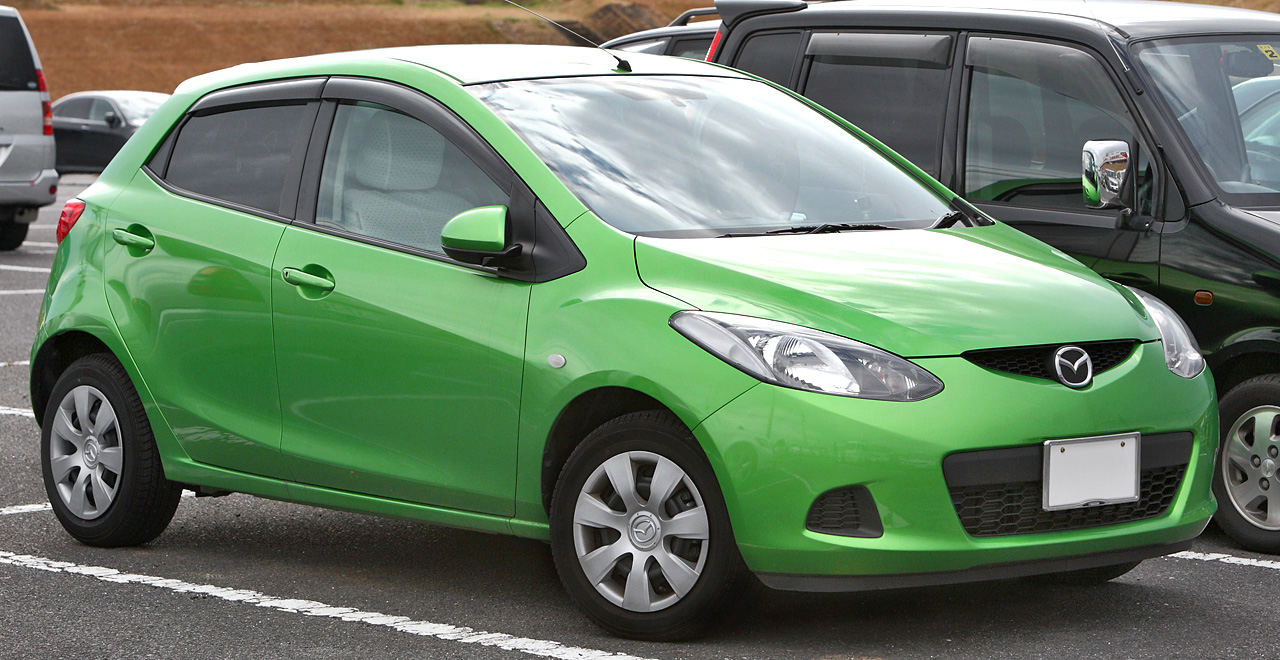
Mazda Demio III

## Quatrième génération (2015-....)

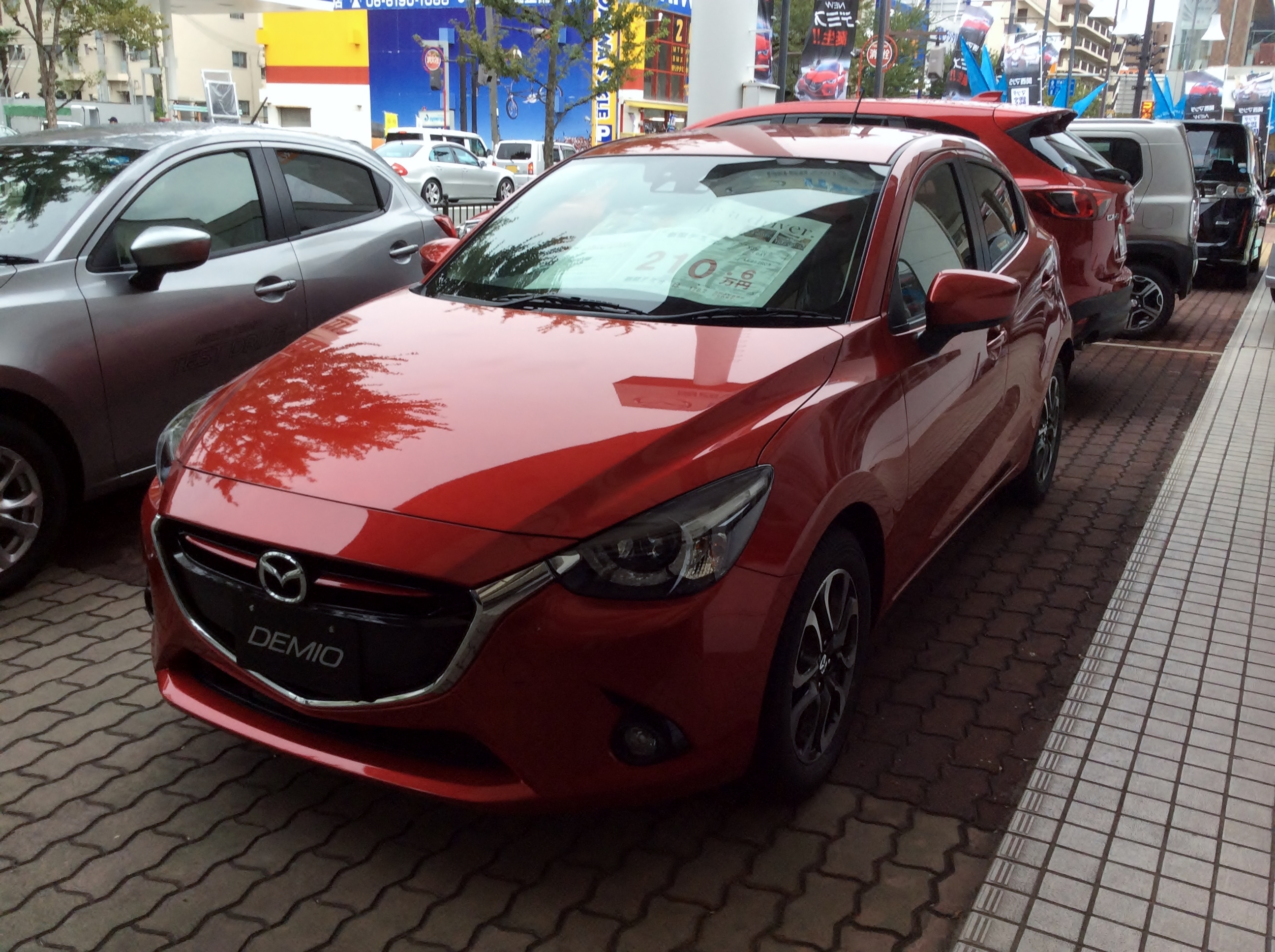
Mazda Demio IV